# إريك إل. هاري
إريك إل. هاري (بالإنجليزية: Eric L. Harry)‏ (2 ديسمبر 1958، لاوريل في الولايات المتحدة)؛ محامي وروائي أمريكي.